# Nadleśnictwo Chotyłów
Nadleśnictwo Chotyłów – jednostka organizacyjna Lasów Państwowych podległa Regionalnej Dyrekcji Lasów Państwowych w Lublinie. Siedziba nadleśnictwa znajduje się w Chotyłowie, powiecie bialskim, w województwie lubelskim.
Nadleśnictwo obejmuje część powiatu bialskiego. Wschodnią i północną granicę nadleśnictwa stanowi granica państwowa z Białorusią.

## Historia
Nadleśnictwo Chotyłów powstało w 1921. Poniosło one znaczne straty podczas II wojny światowej, w wyniku rabunkowej gospodarki prowadzanej przez niemiecki zarząd. Niemcy wycięli setki hektarów lasów. Tuż po wojnie przeciętna zasobność drzewostanów nadleśnictwa wynosiła zaledwie 68 m³/ha, a przeciętny wiek jedynie 37 lat.
W 1944 nadleśnictwo Chotyłów powiększyło się o znacjonalizowane przez komunistów lasy prywatne. Istniało ono do 1972. 1 stycznia 1973 połączono je z nadleśnictwem Kijowiec tworząc nadleśnictwo Biała Podlaska. W 1993 reaktywowano nadleśnictwo Chotyłów.

## Ochrona przyrody
Na terenie nadleśnictwa znajdują się trzy rezerwaty przyrody:
- Czapli Stóg
- Dobryń
- Szwajcaria Podlaska.

## Drzewostany
Dominującymi typami siedliskowymi lasów nadleśnictwa są bór mieszany świeży i las mieszany świeży.
Głównym gatunkiem lasotwórczym lasów nadleśnictwa jest sosna (72% powierzchni drzewostanów). W większej liczbie występują także brzoza, olsza i dąb
Przeciętna zasobność drzewostanów nadleśnictwa wynosi 240 m³/ha, a przeciętny wiek 52 lata.